# Koanophyllon morinicola
Koanophyllon morinicola là một loài thực vật có hoa trong họ Cúc. Loài này được R.M King & H.Rob. mô tả khoa học đầu tiên.